# Linfócito B imaturo
Um linfócito B imaturo é uma célula B que não foi exposta a um antígeno.
Uma vez exposta a um antígeno, um linfócito B imaturo se torna uma célula B de memória ou um plasmócito (célula secretora de anticorpos) com especificidade para esse antígeno. 